# Kira (Messer)
Das Kira ist ein Messer aus Australien.

## Beschreibung
Das Kira hat eine gerade, zweischneidige Klinge aus Quarzit. Die Klinge wird durch Abschlagen von Steinsplittern hergestellt. Sie hat meist eine dreieckige oder trapezartige Form. Das Heft kann unterschiedlich gestaltet sein. Es besteht aus Holz, das entweder mit natürlichem Gummi mit der Klinge verklebt und mit gelben sowie mit schwarz-weißen, punktförmigen Mustern verziert wurde, oder es ist mit Hilfe von Baumharz mit der Klinge verklebt und mit rotem Ocker gefärbt. Die Scheiden können  ebenfalls unterschiedlich gefertigt sein. Meist sind die Scheiden aus einem Papier gewickelt, das aus der Rinde des Cajeputbaums (Melaleuca leucadendra) gewonnen wird. Dieses Papier wird in Streifen geschnitten und der Länge nach auf die Klinge gelegt. Anschließend wird es mit Fell, Pflanzenfasern oder menschlichem Haar umwickelt. Die Innenseite wird mit Lehm ausgestrichen und das untere Ende mit Kakadu oder Emufedern verziert. Dieses Messer wird von Tjingili-Aborigines in Australien benutzt.